# Mini Majk
Mini Majk, właśc. Mateusz Krzyżanowski (ur. 31 lipca 1994) – polski influencer, youtuber oraz freak fighter.

## Życiorys
Urodził się 31 lipca 1994. Gdy miał trzy lata trafił wraz ze starszym bratem do domu dziecka. Cierpi na achondroplazję, mierzy ok. 1,31 m. Przed rozpoczęciem kariery internetowej był barmanem.

## Kariera
W 2017 roku założył kanał w serwisie YouTube. W latach 2018–2022 był członkiem Ekipy Friza i występował w piosenkach tworzonych przez tę grupę. 29 grudnia 2020 roku wydał swój pierwszy solowy singiel – „Mały, ale wariat”, który nagrał z raperem Qry.

### Kariera freak fight
We wrześniu 2019 roku Fame MMA, federacja organizująca tzw. freak fighty, ogłosiła walkę Krzyżanowskiego z influencerem Markiem Kruszelem. Walka odbyła się 26 października 2019 roku podczas gali Fame MMA 5 w Ergo Arenie. Kruszel zwyciężył ją poprzez techniczny nokaut w drugiej rundzie.
21 grudnia 2021 roku federacja High League ogłosiła mistrzowską walkę Mateusza Krzyżanowskiego z influencerem Maciejem Jaremą. Walka niskorosłych odbyła się 5 lutego 2022 podczas gali High League 2 w Tauron Arenie Kraków. „Mini Majk” zwyciężył ją w trzeciej rundzie po jednogłośnej decyzji sędziów, tym samym zdobywając pas mistrzowski federacji High League w kategorii otwartej (bez limitu wagowego) niskorosłych.
17 września 2022 roku zawalczył z francuskim zawodnikiem Salimem Chiboubem na gali High League 4 w Arenie Gliwice, na której zwyciężył poprzez techniczny nokaut w pierwszej rundzie i obronił pas mistrzowski.

## Dyskografia

### Single
| Rok  | Tytuł                         | Certyfikat          |
| ---- | ----------------------------- | ------------------- |
| 2020 | „Mały, ale wariat” (oraz Qry) | - ZPAV: złota płyta |
| 2021 | „Hit lata (tutorial)”         |                     |